# سه تلون (أبو الفارس)
سه تلون (بالفارسية: سهتلون) هي منطقة سكنية تقع في إيران في قسم أبو الفارس الريفي. يقدر عدد سكانها بـ 1,121 نسمة .